# Liste der Naturdenkmale in Grebenau
Die Liste der Naturdenkmale in Grebenau nennt die im Gebiet der Stadt Grebenau im Vogelsbergkreis in Hessen gelegenen Naturdenkmale.
| Bild            | Bezeichnung                             | Ortsteil, Lage                                             | Beschreibung | Art        | Nr.     |
| --------------- | --------------------------------------- | ---------------------------------------------------------- | --- | ---------- | ------- |
| BW              | Die Herrenbuchen                        | Grebenau, Flur 10, Nr. 1/1 50° 44′ 16,8″ N, 9° 28′ 48″ O   | Baumgruppe, bestehend aus 5 Buchen an einem Wegekreuz am Waldrand. Löschung 2010.                                                       | Baumgruppe | 015     |
| BW              | Jagdschirm, Ludwigsbuche und Tafeleiche | Grebenau, Flur 11, Nr. 3 50° 43′ 41,2″ N, 9° 29′ 36,2″ O   | Jagdschirm an einer Wiese im Wald von Grebenau. Einzelbaum, Höhe 22 m, Umfang 2,45 m. Löschung 2010.                                    | Einzelbaum | 016     |
| BW              | Die Kuppe                               | Bieben 50° 44′ 47,5″ N, 9° 26′ 29,9″ O                     | 15 m mächtige Basaltformation im Buntsandstein in exponierter Lage am Waldrand direkt neben dem Hochbehälter von Bieben.                | Felswand   | 6.017.1 |
| BW              | Die Kaisertanne                         | Reimenrod, Flur 5, Nr. 1/2 50° 44′ 48,1″ N, 9° 24′ 43,2″ O | Löschung 1990. | Einzelbaum | 018     |
| BW              | Vieheiche bei Bieben                    | Bieben 50° 45′ 33,3″ N, 9° 26′ 33″ O                       | Am Waldrand in der Nähe eines neu angelegten Teiches. Höhe 24 m, Umfang 3,9 m.                                                          | Einzelbaum | 6.018.1 |
| BW              | Die Froheeiche                          | Grebenau 50° 43′ 27,2″ N, 9° 29′ 7″ O                      | Am Schlitzer Pfad im Wald von Grebenau. Höhe 18,5 m, Umfang 2,95 m.                                                                     | Einzelbaum | 6.019.1 |
| Fotos hochladen | Die dicke Buche                         | Wallersdorf, Flur 6, Nr. 7 50° 45′ 47,2″ N, 9° 28′ 15,6″ O | An einer Wegekreuzung am Waldrand (Abt. 239) am Ende eines schmalen Wiesentales in Wallersdorf. Höhe 17 m, Umfang 4,2 m. Löschung 2013. | Einzelbaum | 020     |
| Fotos hochladen | Der Altarstein                          | Schwarz 50° 42′ 16,7″ N, 9° 22′ 49,3″ O                    | Sandstein. |            | 6.020.1 |

## Belege
1. 1 2 3 4  
Naturdenkmale in Hessen. (pdf; 405 kB) Anlage zu Kleine Anfrage der Abg. Ursula Hammann (BÜNDNIS 90/DIE GRÜNEN) vom 15.04.2011 betreffend Biotopverbund Teil 2 und Antwort der Ministerin für Umwelt, Energie, Landwirtschaft und Verbraucherschutz. Hessischer Landtag, 22. Juni 2011, S. 103–108, abgerufen am 4. Februar 2016.
2. 1 2 3 4 5 6 7 8 9  
Naturdenkmäler im Vogelsbergkreis -Übersichtstabelle - Anlage 1 der Verordnung. (pdf; 30 kB) www.vogelsbergkreis.de, 1. Januar 2018, abgerufen am 7. Januar 2022.

- Karte mit allen Koordinaten:
- OSM |
- WikiMap